# 中心距

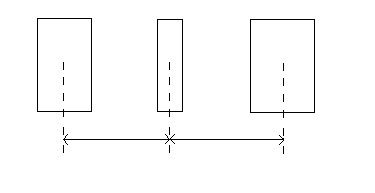
中心距

中心距是一種表示二物體距離的方式，是指二物體中心之間的距離。若物體為圓柱狀，一般是以物體的圓心位置為準。若物體會旋轉（如齒輪），則以二物體旋轉軸的最短離為準。
利用中心距，可以表示許多不同半徑圓柱之間的距離，不會產生誤解。

## 机械设计
在机械行业中，中心距指两齿轮、带轮等传动件中心的距离。在机械设计的过程中，通常需要先通过功率、速度、工况等条件决定中心距，再进行详细的设计。